# Битва при Олустрі
Битва при Олустрі — зіткнення під час громадянської війни у Швеції в XIII столітті між малолітнім королем Еріком Ерікссоном і членом ради Кнутом Гольмґерссоном (Кнутом Довгим). Вважається, що битва відбулася в Олустрі в Седерманланді, але Альвастра в Естерйотланді також згадується як можливе місце.
За словами «Хроніки Еріка», під час битви Кнут Гольмґерссон мав на боці кілька впливових людей. Троє з них згадуються під іменами: Карл, Гольмґер і Гаральд. Ім'я Гольмґер говорить про те, що це батько або син Кнута Холмгерссона. Ім'я Карл було поширеним ім'ям у династії Б'єльбу, але і Карл Глухий, і Карл Маґнуссон померли кілька років тому. Гаральд, можливо, був батьком закономовця Седерманланда Анунда Гаральдссона.
Після втрати молодий король втік до Данії, де королем був його дядько Вальдемар Переможець. Кнут Гольмґерссон був коронований 1231 року, але час його правління був недовгим, і він помер 1234 року. Згідно з Лундськими анналами, Ерік повернувся ще 1232 року та міг відновити владу не пізніше, ніж після смерті Кнута Довгого.